# Ricochet Robots
Ricochet Robots és un joc de tauler abstracte creat per Alex Randolph l'any 1999. El joc tracta d'una competició entre els jugadors per veure qui aconsegueix traçar la ruta més ràpida per tal d'assolir una casella objectiu amb un conjunt de robots.

## Funcionament
El tauler, format per quatre elements de cartró quadrats impresos per tots dos costats que es disposen segons es vulgui, defineix una quadrícula de 16 per 16 caselles amb un conjunt d'obstacles, parets i símbols dibuixats a la seva superfície. Es col·loquen les figuretes de quatre robots de colors diferents al taulell completament a l'atzar i s'extreu una fitxa d'objectiu, que es correspon amb algun dels símbols que trobarem damunt el taulell.
Un cop extret el símbol d'objectiu tots els jugadors hauran d'imaginar mentalment el recorregut més ràpid perquè un dels robots arribi a la casella objectiu, tenint en compte que mouen únicament en línia recta fins a topar amb un altre robot o una paret. Un cop un jugador ha traçat un recorregut possible, la resta de participants tenen un temps limitat per descobrir un accés encara més ràpid.